# Scorrimento viscoso

Scorrimento viscoso in un materiale viscoelastico.

Lo scorrimento viscoso (talvolta chiamato col termine inglese: creep) è la deformazione di un materiale sottoposto a sforzo costante che si verifica nei materiali mantenuti per lunghi periodi ad alta temperatura. Tale fenomeno è presente nei materiali viscoelastici (tra cui l'acciaio, il calcestruzzo e le materie plastiche).
La trattazione parte da quella del flusso di Stokes di un fluido newtoniano.
Il fenomeno duale, cioè la diminuzione nel tempo delle tensioni iniziali, anche a una deformazione costante nel tempo, è detto rilassamento degli sforzi.

## Materiali metallici

Prova di scorrimento viscoso a caldo per un materiale metallico.

Lo scorrimento viscoso si manifesta al di sopra della temperatura di scorrimento (Ts), coincidente indicativamente con la temperatura di ricristallizzazione e approssimabile, in media, alla metà della temperatura di fusione misurata in kelvin.
Si possono distinguere tre fasi principali quando il processo avviene a T > Ts e sollecitazione costante:
- prima fase: all'applicazione del carico si ha la deformazione elasto-plastica, che aumenta con velocità decrescente favorita dalla mobilità delle dislocazioni più favorevoli (segue una curva logaritmica);
- seconda fase : si stabilisce un equilibrio tra l'incrudimento e la ricristallizzazione: la deformazione prosegue a velocità quasi costante e bassa relativamente a quella presente nella fase successiva;
- terza fase: la deformazione aumenta rapidamente, arrivando velocemente alla rottura, a causa delle microcricche appuntite e dei microvuoti tondeggianti (nei punti di incontro di tre cristalli) e soprattutto dello scorrimento diffusivo dei giunti dei grani (cioè i grani si allungano per diffusione di atomi nella direzione della trazione e di vacanze nella direzione normale).

Scorrimento - fase primaria, secondaria e terziaria.

In caso di T < TS, lo sforzo costante induce una deformazione elastica e plastica senza che questa continui fino a rottura: non vi è infatti abbastanza energia per muovere le dislocazioni meno favorevolmente orientate, quindi ad un certo punto la deformazione si arresta.

Il meccanismo che origina lo scorrimento viscoso è dovuto ad una competizione continua tra processi di incrudimento e di restaurazione strutturale del materiale, che regolano il moto delle dislocazioni.

Nel primo stadio prevale l'incrudimento e quindi la velocità di deformazione diminuisce nel tempo; nel secondo stadio i due processi si bilanciano e la deformazione prosegue in quanto il rilassamento strutturale riduce il tasso di incrudimento. Infine nel terzo stadio avviene la rottura del materiale, in seguito ad uno scorrimento tra grani.

Lo scorrimento viscoso è un fenomeno termicamente attivato e la velocità di deformazione può essere descritta da una legge di Arrhenius.

### Parametri coinvolti
Dato che TS è circa pari a 0,4 TF, per la costruzione di componenti che debbano essere utilizzati a temperatura elevata si preferiscono materiali altofondenti.
Escludendo il terzo stadio, il creep è influenzato dalla presenza di numerosi piani di facile scorrimento; quindi sono svantaggiati i metalli con reticolo C.F.C. (cubico a facce centrate) mentre la resistenza al creep risulta importante per materiali ingegnerizzati (materiali con bordi colonnari) o ancora meglio, resistono al creep materiali monocristallini (per esempio palette per le turbine).
Lo slittamento delle dislocazioni può inoltre essere diminuito grazie all'inserimento di elementi alliganti; oligo-elementi quali boro e zirconio, invece, ostacolano lo slittamento dei bordi dei grani.
Sperimentalmente la progettazione a creep è effettuata per i metalli con la relazione di Larson-Miller:
{\displaystyle T(log(t)+C)=f(\sigma )}
Dove {\displaystyle T} è la temperatura di esercizio, {\displaystyle t} è il tempo di vita a rottura del materiale, {\displaystyle f(\sigma )} la funzione interpolante i dati sperimentali (in genere si determina con un carico costante, dunque il secondo termine sarà costante) e {\displaystyle C} è un parametro sperimentale caratteristico del metallo.

### I trattamenti e la fabbricazione
Per migliorare la resistenza allo scorrimento viscoso sono utili i trattamenti che contribuiscano a ridurre la superficie dei giunti, come ricottura, normalizzazione, solidificazione direzionale, creazione di oggetti in monocristallo.

La resistenza può essere aumentata anche da operazioni quali per esempio deformazioni plastiche preventive a freddo che ostacolino le dislocazioni, la precipitazione di particelle all'interno dei cristalli sotto alla temperatura di equicoesione o tra i cristalli per temperature superiori.
La produzione di metalli resistenti al creep avviene spesso sotto vuoto per eliminare le impurezze gassose (in particolare l'ossigeno, che potrebbe ossidare l'alluminio e il titanio quasi sempre presenti).

## Lo scorrimento viscoso nel calcestruzzo
Il ritiro e il fluage rappresentano le deformazioni differite del calcestruzzo; nel caso dello scorrimento viscoso si parla di "deformazione differita nel tempo a struttura carica".
Il fenomeno dello scorrimento viscoso del calcestruzzo dipende dalla parziale migrazione dell'acqua chimicamente non combinata verso i vuoti disponibili, il che ha come conseguenza una contrazione volumetrica del gel di cemento.

È quindi legato alla composizione del calcestruzzo, alle dimensioni dell'elemento e all'umidità relativa dell'ambiente ma anche all'entità dei carichi di lunga durata applicati alla struttura e alla maturazione del calcestruzzo al momento dell'applicazione dei carichi.

### Andamento delle deformazioni viscose nel tempo
Nel diagramma deformazione-tempo di un provino di calcestruzzo, in fase di carico la deformazione totale al tempo t è formata di una parte elastica εe, che non varia nel tempo, e che si manifesta immediatamente all'atto dell'applicazione dei carichi, e di una parte ενt che rappresenta la deformazione viscosa in funzione del tempo e del carico applicato.

Il valore di ενt con il tempo tende asintoticamente ad un valore εν∞ che è pari a circa 2 - 3 volte εe.

Se si procede allo scarico del provino in corrispondenza di un generico istante t, si osserva un ritorno elastico istantaneo εei inferiore a εe.

A tale ritorno elastico fa seguito, a provino scarico, un ritorno elastico differito εed.

Permane una deformazione residua εν che rappresenta la deformazione irreversibilmente acquisita dal provino.

### Prassi progettuale
Nella comune prassi progettuale non si effettuano specifici calcoli per valutare l'effetto dello scorrimento viscoso.

Di esso però si tiene conto implicitamente in numerosi casi:
- nel metodo delle tensioni ammissibili si tiene conto dell'effetto concomitante di fluage e di ritiro nel modulo n che viene assunto pari a 15;
- nel calcolo di strutture iperstatiche si trascurano le sollecitazioni torsionali che nascerebbero per la congruenza.

### Effetti sulle strutture
- gli effetti negativi principali sono:
  - maggiore inflessione nelle strutture inflesse accentuato dalla presenza del ritiro
  - maggiore curvatura dei pilastri sotto carico eccentrico. Aumenta l'eccentricità iniziale del carico e diminuisce la forza portante del pilastro
  - perdita della forza di precompressione nelle strutture in calcestruzzo armato precompresso; fenomeno amplificato dalla presenza del ritiro
- gli effetti positivi principali sono:
  - eliminazione delle punte di tensione (ad esempio negli angoli di telai)
  - eliminazioni delle tensioni coatte